# Aïn El Turk (distrito)
Aïn El Turk é um distrito localizado na província de Orã, Argélia, e cuja capital é a cidade de mesmo nome. A população total do distrito era de 89 276 habitantes, em 2011.[carece de fontes?]

## Comunas
O distrito está dividido em quatro comunas:
- Aïn El Turk
- Mers El Kébir
- Bousfer
- El Ançor